# Ewangeliarz mołdawski
Ewangeliarz mołdawski (cs. Evangelie) – XVII-wieczny manuskrypt spisany w języku cerkiewnosłowiańskim, obecnie przechowywany w zbiorach Biblioteki Narodowej w Warszawie.

## Historia
Manuskrypt został wykonany na zlecenie metropolity mołdawskiego Anastazego. Księga spisana została w 1614 przez mnicha Teofila z monastyru Voroneț, zaś w 1617 ozdobiona przez artystę Stefana z Suczawy (o czym informuje obszerna notka na stronie 707). Rękopis został podarowany przez Anastazego monasterowi w Krechowie, a następnie znalazł się w monasterze Dragomirna. W 1653 został zrabowany przez Kozaków, a po pięciu latach odkupiony powrócił do monasteru. W nieznanych okolicznościach trafił do Biblioteki Uniwersytetu Lwowskiego. W 1977 został odkryty w zasobach Biblioteki Narodowej w Warszawie podczas opracowywania tzw. zbiorów zabezpieczonych.
Ewangeliarz przechowywany jest obecnie w Bibliotece Narodowej pod sygnaturą stałą Rps 12690 IV (dawniej pod akcesyjną Rps akc. 10778). Stanowi czołowy w polskich zbiorach przykład iluminatorstwa mołdawskiego, którego rozkwit przypadł na XVII wiek.

## Opis
Kodeks, spisany na pergaminie, ma wymiary 36×25 cm. Składa się z 308 kart. Dolne rogi pierwszych 20 kart są zniszczone. Według pierwotnej paginacji brakuje stron 363–462.
Rękopis zawiera tzw. Tetraewangelię, czyli tekst czterech Ewangelii. Na początku kodeksu umieszczony jest wstęp arcybiskupa bułgarskiego Teofilakta oraz spis rozdziałów, zaś na końcu znajduje się kalendarz świąt ruchomych i stałych oraz wskazówki dotyczące czytań ewangelijnych.
Na zdobienia manuskryptu składa się:
- 13 miniatur pełnostronicowych[1][2]:
  - św. Henoch, Eliasz i Jan (?) (s. 1)
  - Zesłanie Ducha Świętego (s. 2)
  - św. Mateusz i arcybp. Anastazy (s. 8)
  - wizja Sądu Ostatecznego (s. 143)
  - Madonna Tronująca i prorocy Abraham, Jakub i Izaak (s. 170)
  - św. Marek i arcybp. Anastazy (s. 174)
  - Matka Boska Orantka (s. 276)
  - Zaśnięcie NMP (s. 281)
  - św. Łukasz i Anastazy (s. 282)
  - niewypełniona ramka w formie kartusza, wokół postacie Boga, Madonny Tronującej, archaniołów i proroków oraz Anastazego, Jana i chrzestnej (?) (s. 553)
  - św. Jan, św. Prochor i Anastazy (s. 554)
  - drzewo winorośli z wizerunkami Matki Boskiej, Chrystusa, św. Jana i 12 apostołów (s. 681)
  - drzewo winorośli z wizerunkami Znamienia Matki Boskiej, Mojżesza, Aarona, Dawida, Salomona i 8 proroków (s. 682)
- 13 zastawek, czyli dekoracji graficznych na początku rozdziałów (strony 3, 9, 171, 175, 277, 279, 283, 550, 555, 683, 685, 694, 705) i 5 inicjałów plecionkowych w stylu bałkańskim (strony 9, 175, 283, 555, 683)[1][2]
- 332 ilustracje w tekście[1]

Iluminacje wykonane zostały farbami kryjącymi z przewagą czerwieni. Do zdobień wykorzystano sproszkowane złoto (w tytułach, inicjałach, oznaczeniach kolumn, na marginesach).
Pierwotna oprawa nie zachowała się – obecna, składająca się z deski i aksamitu, pochodzi z 2. połowy XVII lub z XVIII wieku.

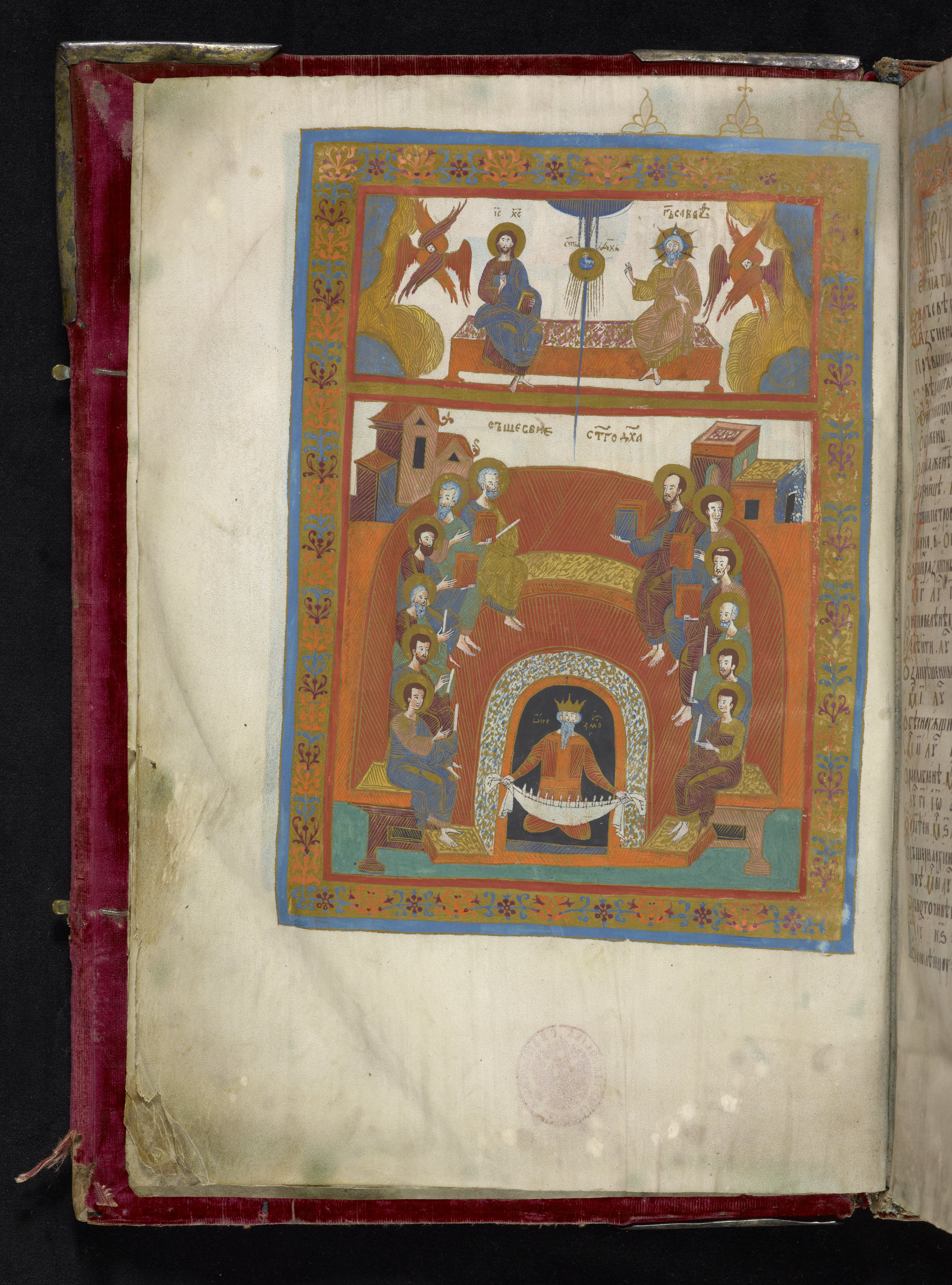
Miniatura pełnostronicowa „Zesłanie Ducha Świętego” (s. 2)
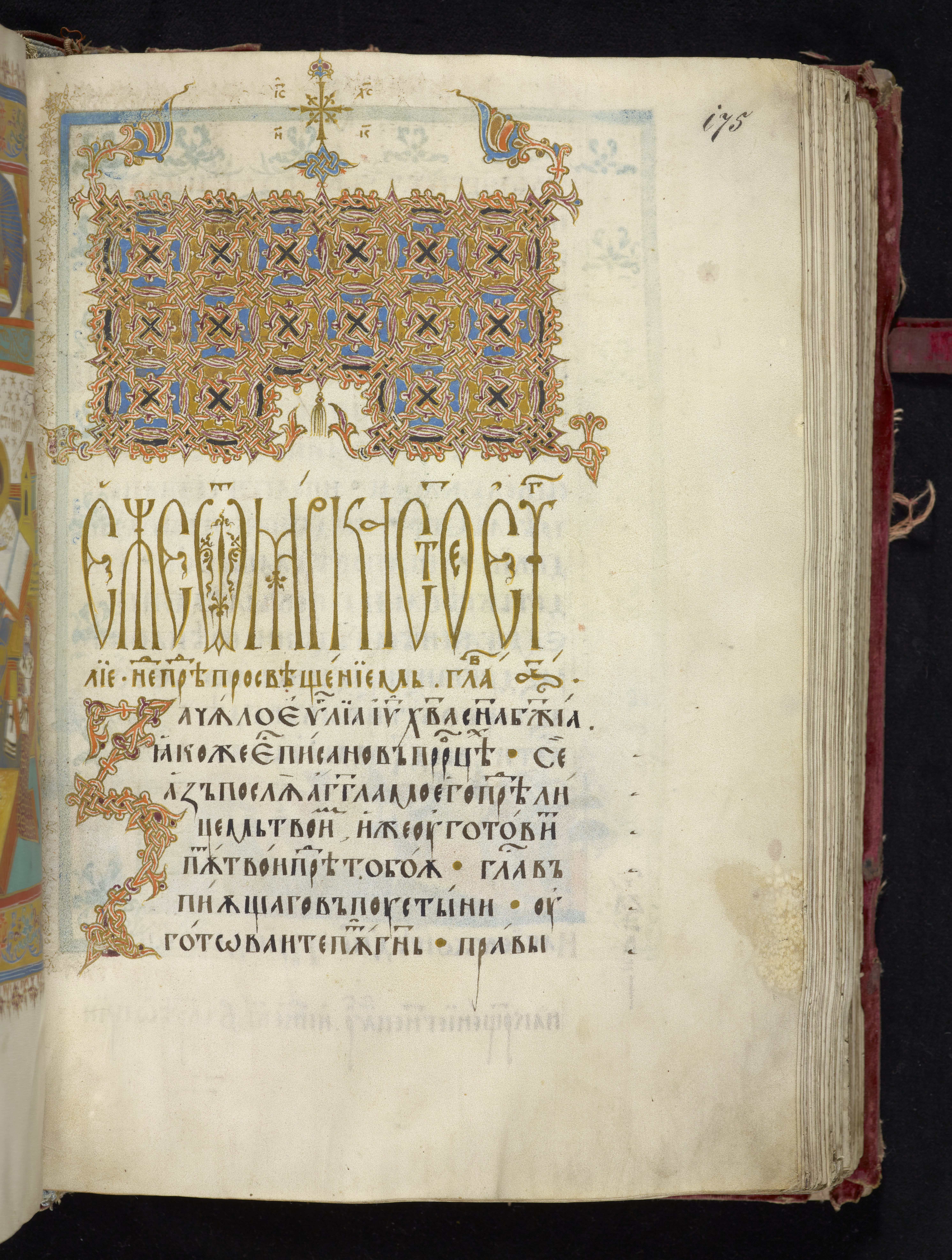
Karta z inicjałem plecionkowym i zastawką (s. 175)
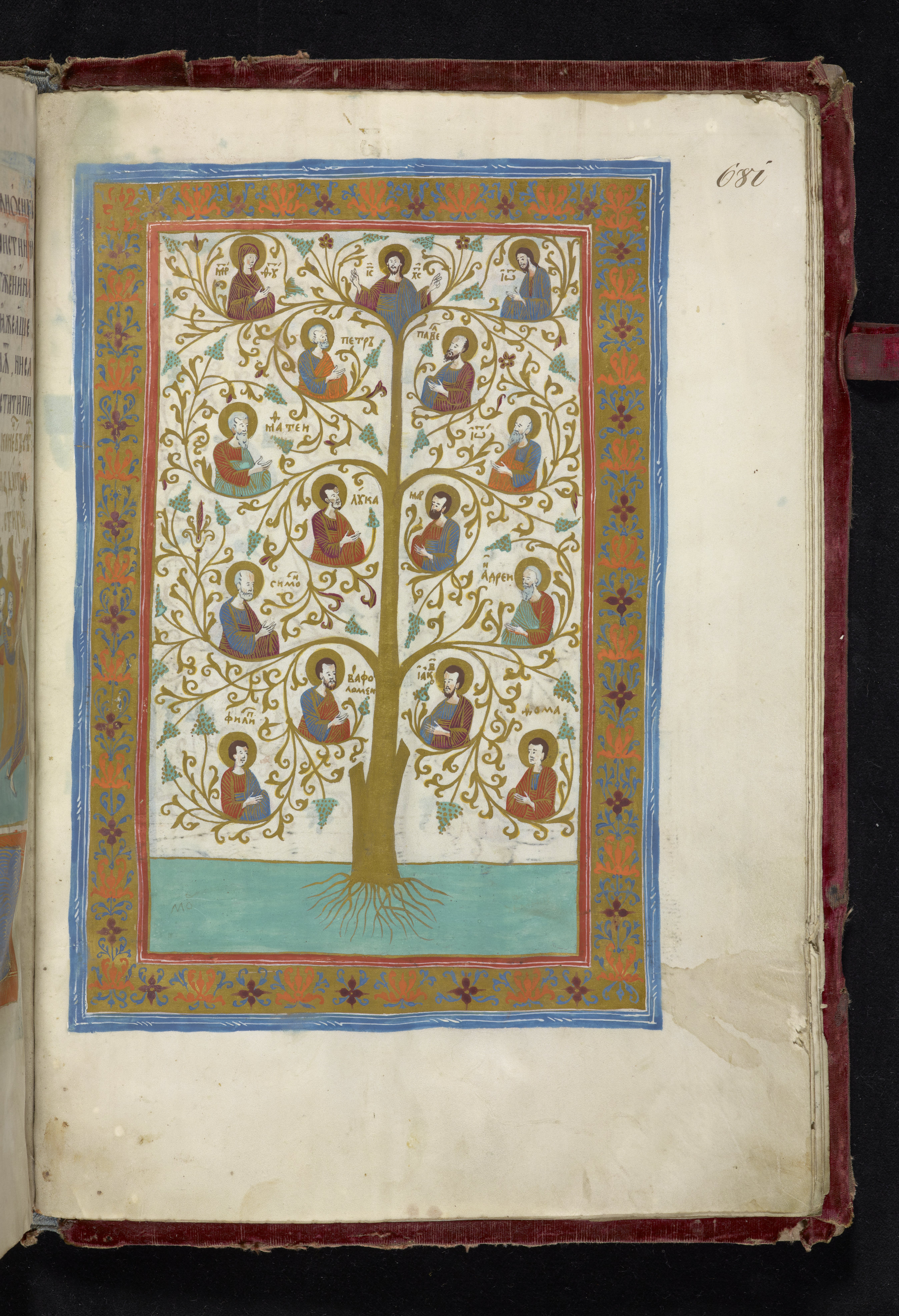
Drzewo winorośli z Matką Boską, Chrystusem, św. Janem i apostołami (s. 681)
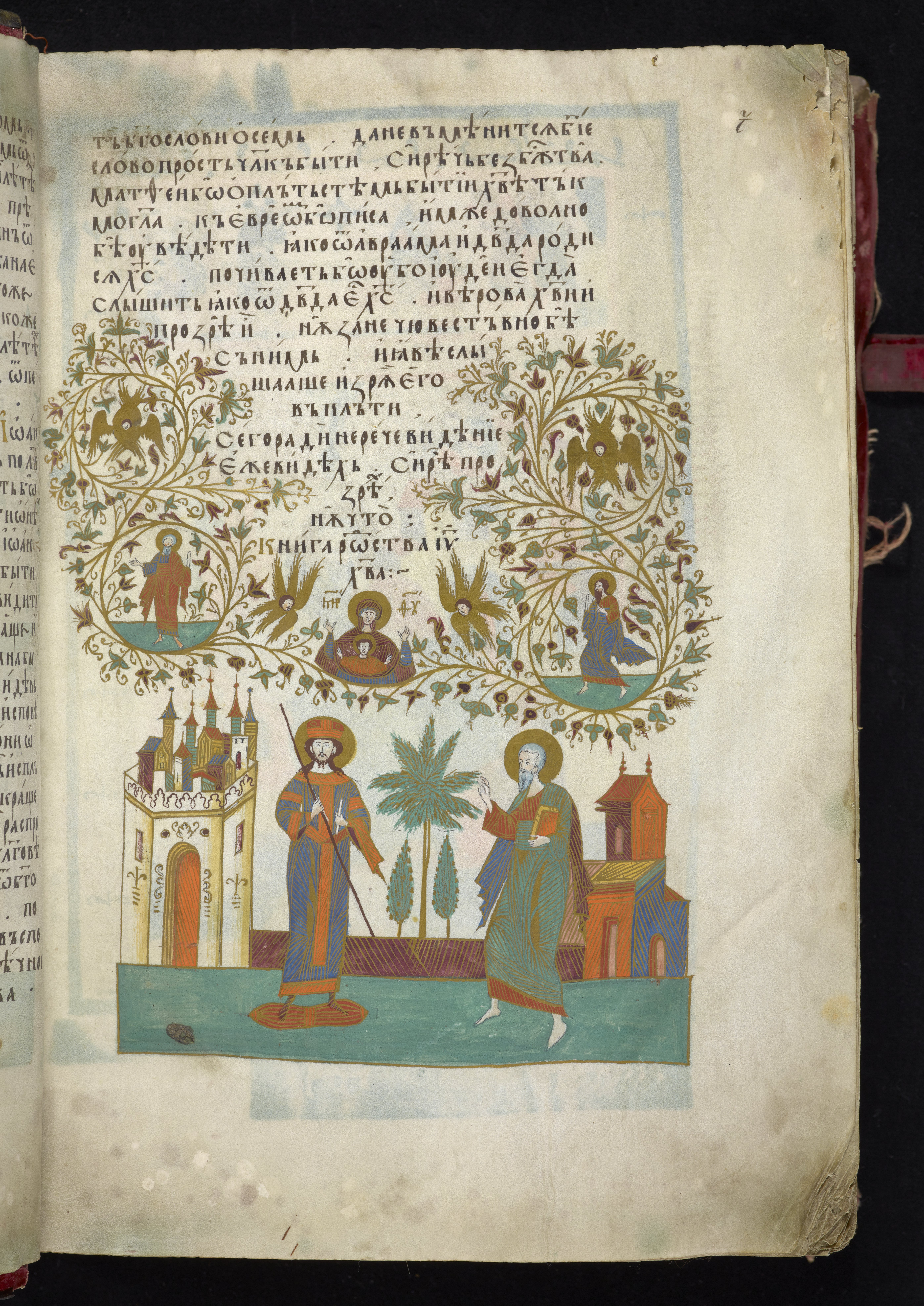
Ilustracja w tekście (s. 7)
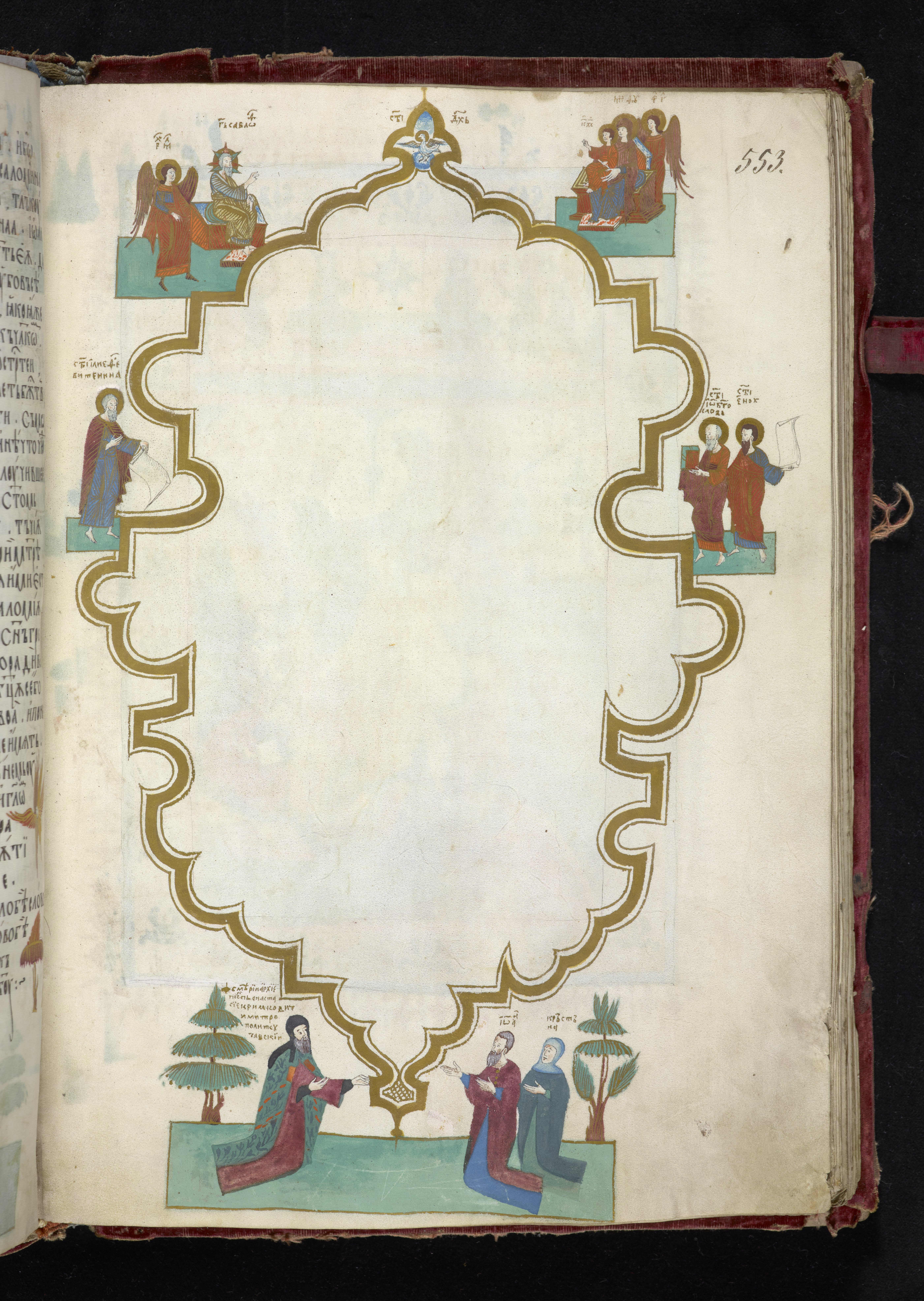
Ramka bez wypełnienia (s. 553)